# Cezanne-Typ
Der Cezanne-Typ bezeichnet einen Post-Panamax-Containerschiffstyp, von dem 2014/15 acht Einheiten auf der Werft Hyundai Heavy Industries in Ulsan, Südkorea, gebaut wurden.

## Geschichte
Die im Jahr 2013 von Oceanbulk Maritime aus Athen bestellten Schiffe wurden auf der südkoreanischen Werft Hyundai Heavy Industries in Ulsan gebaut und im Verlauf des Jahres 2015 abgeliefert. Sie kamen in Charter bei verschiedenen Reedereien in Fahrt.

### Zwischenfälle

#### Cezanne
Am 15. Januar 2019 ging der Dritte Offizier der Cezanne im Indischen Ozean bei Arbeiten an einem der Rettungsboote des Schiffes unbemerkt über Bord. Eine spätere Suche verlief erfolglos.

#### Dali
Im Jahr 2016 rammte die Dali bei der Ausfahrt aus dem Hafen von Antwerpen die Kaimauer des Hafenbeckens Deurganckdok.
Am 26. März 2024 gegen 1:30 Uhr Ortszeit war die Dali auf dem Weg von Baltimore im US-Bundesstaat Maryland nach Colombo, Sri Lanka, als sie nach einem Systemausfall in Richtung Steuerbord vom Kurs abkam und mit 7,8 Knoten einen Pfeiler der den Patapsco River überspannenden Francis Scott Key Bridge bei Baltimore rammte und deren teilweisen Einsturz verursachte. Dabei entstanden auch schwere Schäden am Bug der Dali. Als Ursache stellte die Stadt ein seeuntüchtiges Schiff und eine inkompetente Crew fest, „die trotz Warnungen in See gestochen sei.“ Deswegen „seien die Mutterfirma, Grace Ocean Private Ltd, und der Betreiber, Synergy Marine Group, haftbar.“
Am 14. Mai 2024 wurde der größte Teil der Reste des auf das Vorderschiff gestürzten Brücken-Stahlskeletts durch kontrollierte Sprengungen entfernt, welche durch das Army Corps of Engineers durchgeführt wurden. Das beschädigte Schiff wurde unter Einsatz von mehreren Schleppern am 20./21. Mai 2024 an einen vier Kilometer entfernten Kai geschleppt. Dort verblieb das Schiff vier Wochen um auf dem  Deck liegende Trümmer der Brücke zu entfernen sowie für erste Reparaturen. Die Dali verließ den Hafen von Baltimore am 24. Juni 2024 in Begleitung von vier Schleppern und wurde nach Norfolk (Virginia) gebracht, um dort weitere Reparaturen durchzuführen. Am 13. November erreichte das Schiff China.
Die in Singapur registrierte Dali gehört Grace Ocean Private, bereedert wird sie von der Reederei Synergy Marine Group. Die beiden Unternehmen wurden im September 2024 vom Justizministerium der Vereinigten Staaten auf eine Entschädigungszahlung von über 100 Mio. US-Dollar verklagt. Im Oktober einigten sich die Parteien auf die Zahlung von knapp 102 Mio. US-Dollar.
Das in Charter der Mærsk Line fahrende Schiff ist nach dem Künstler Salvador Dalí benannt.

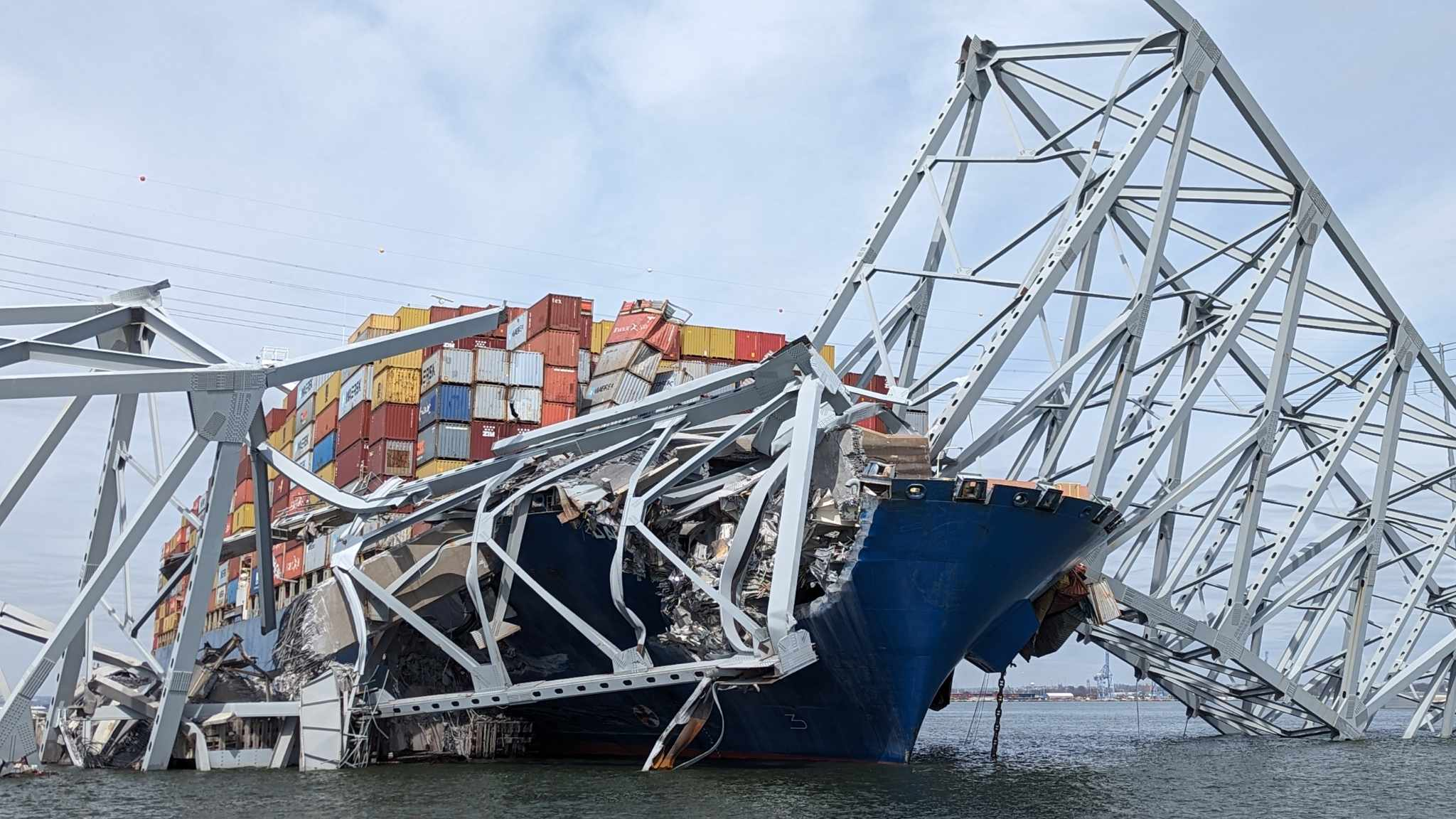
Schwer beschädigter Bug mit den Trümmern der eingestürzten Brücke
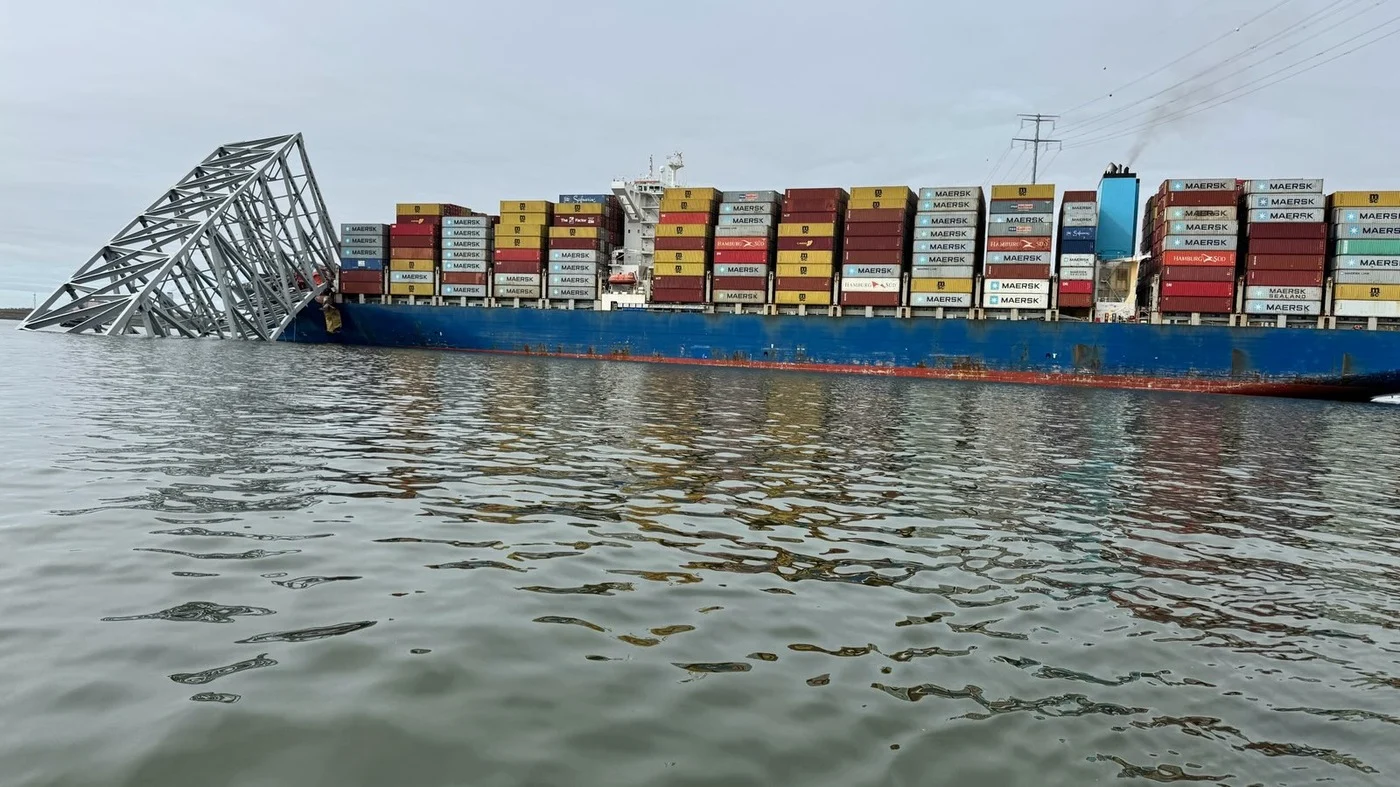
Seitenansicht nach der Kollision bei Baltimore

#### Maersk Shams
Die Maersk Shams lief im Juli 2016 im Suezkanal auf Grund, konnte aber rasch wieder flottgemacht werden, so dass es nur zu einer kurzzeitigen Betriebsstörung im Kanal kam.

## Technische Daten
Die Schiffe werden von einem Zweitakt-Neunzylinder-Dieselmotor des Typs MAN B&W 9S90ME-C9.2 mit 41.480 kW Leistung angetrieben, der von Hyundai Heavy Industries in Lizenz gebaut wurde. Der Motor wirkt auf einen Propeller. Die Schiffe sind mit einem Bugstrahlruder ausgerüstet. Für die Stromerzeugung stehen zwei von Dieselmotoren mit jeweils 4.400 kW Leistung und zwei von Dieselmotoren mit jeweils 3.840 kW Leistung angetriebene Generatoren zur Verfügung. Weiterhin wurde ein von einem Dieselmotor angetriebener Notgenerator verbaut.
Die Decksaufbauten bestehen aus dem Deckshaus und dem Schornstein. Das Deckshaus ist in etwa am Ende des ersten Drittels der Schiffslänge angeordnet. Dies erlaubt unter Berücksichtigung des Sichtstrahls eine höhere Decksbeladung vor dem Deckshaus. Der Schornstein befindet sich in der hinteren Hälfte der Schiffe oberhalb des hier angeordneten Maschinenraums.
Die Schiffe sind als Vollcontainerschiffe mit Cellguides in den Laderäumen ausgelegt. Sie verfügen über sieben Laderäume mit jeweils vier 20-Fuß-Bays in den Laderäumen 2 bis 6 und sechs 20-Fuß-Bays in den Laderäumen 1 und 7. An Deck stehen zusätzlich Stellplätze für 20-Fuß-Container (eine Bay) direkt vor dem Schornstein und für 40-Fuß-Container (eine Bay) ganz am Heck der Schiffe zur Verfügung. In den Laderäumen können bis zu acht Lagen und an Deck bis zu elf Lagen übereinander geladen werden. Die Laderäume sind mit Pontonlukendeckeln verschlossen. Die Schiffe können 9.971 TEU laden, für Kühlcontainer stehen 450 Anschlüsse zur Verfügung.
An Bord können bis zu 28 Personen untergebracht werden.

## Die Schiffe
| Bauname                                                  | Bau- nummer | IMO- Nummer | Kiellegung Stapellauf Ablieferung               | Umbenennungen und Verbleib |
| -------------------------------------------------------- | ----------- | ----------- | ----------------------------------------------- | -------------------------- |
| Cezanne                                                  | 2677        | 9697416     | 14. Juli 2014 25. Oktober 2014 5. Januar 2015   | -                          |
| Dali                                                     | 2678        | 9697428     | 10. Oktober 2014 27. Dezember 2014 5. März 2015 | -                          |
| CMA CGM Mekong                                           | 2679        | 9718105     | 15. Dezember 2014 17. April 2015 10. Juli 2015  | -                          |
| CMA CGM Ganges                                           | 2680        | 9718117     | 30. Dezember 2014 17. April 2015 24. Juli 2015  | -                          |
| Jenny Box                                                | 2681        | 9725706     | 12. Januar 2015 22. Mai 2015 30. Juli 2015      | 2015: Maersk Saltoro       |
| Modigliani                                               | 2682        | 9725718     | 30. März 2015 17. Juli 2015 15. Oktober 2015    | 2015: Maersk Sirac         |
| Matisse                                                  | 2688        | 9726669     | 1. Juni 2015 2. Oktober 2015 1. Dezember 2015   | 2015: Maersk Shams         |
| El Greco                                                 | 2689        | 9726671     | 4. Mai 2015 27. August 2015 30. November 2015   | 2015: Maersk Stadelhorn    |
| Daten: Nippon Kaiji Kyōkai / American Bureau of Shipping |             |             |                                                 |                            |